# Переславская духовная семинария
Переславская духовная семинария — духовная семинария в городе Переславле-Залесском. Открыта в 1753 году, закрыта в 1788-м. Помещалась в Даниловом монастыре.

## Устроение семинарии
Семинария была заведена в Переславле в девятый год учреждения Переславской епархии, 20 марта 1753 года при переславском епископе Серапионе (Латошевиче). Помещалась она в Даниловом монастыре, в том самом здании, которое позже займёт Переславское духовное училище.
В семинарии преподавались науки семинарского и училищного курса вместе. Состав её был таков: 1-й класс назывался фара, где учились склонять и спрягать по-латыни и по-русски и писать под диктовку; 2-й класс был грамматический, который разделялся на низший (грамматический) и высший (синтаксический) — в этом классе учили всю грамматику и делали латинские задачи; 3-й — пиитика, где учились сочинять периоды и писать стихи русские и латинские; 4-й — риторика, где, кроме риторики, преподавались философия и важнейшие трактаты богословия (поэтому ученик риторики Переславской семинарии в то же время считался студентом философии и богословия). Указом Переславской консистории в 1756 году предписано было отделить учеников благонадёжных от безнадёжных и обучать последних только исправному пению и чтению церковному и гражданскому «в школе русской». Учащиеся в этой школе приготовлялись для занятия дьяческих и пономарских мест.

## Начальство семинарии
Начальствующие лица в семинарии были: ректор и префект.
Ректор получал своё назначение от Преосвященного. Он обязан был наблюдать «за твердейшим и прочнейшим ведением учебного дела по семинарии». Он сам не преподавал никакого предмета; но обязан был каждую неделю сообщать Преосвященному о состоянии семинарии и представлять ему сочинённые учениками экзерциции, оккупации и проповеди; а по окончании каждой трети он представлял в консисторию полную ведомость о всех учениках с указанием, кто какого уезда и села, чей сын, скольких лет, чему обучается, и кто как учится. Ректором семинарии был архимандрит Данилова монастыря. Только в крайних случаях, и то на время, должность эта поручалась иногда настоятелю Никитского монастыря. Так, после ректора Вонифатия долго не было назначения в Данилов монастырь архимандрита; тогда ректорская должность поручена была Никитскому. Впрочем, за дальностью расстояния семинарии от Никитского монастыря, все бумаги и указы, следующие в семинарию, присылались не на его имя, а на имя префекта и экзаменатора.
Во время существования семинарии ректорами были:
- Вонифатий, архимандрит Данилова монастыря — с 20 марта 1753 года по 3 ноября того же года.
- Нифонт, архимандрит Никитского монастыря, исправляющий должность ректора с 1753 по 1757 год.
- Каллистрат, архимандрит Данилова монастыря, с 1757 по 1758 год.
- Иакинф (Карпинский), архимандрит Данилова монастыря, с 1758 по 1761 год, сочинитель известного богословия «Compendium orthodoxae Theologiae doctrinae».
- Сильвестр (Страгородский), архимандрит, сочинитель известного богословия; в декабре 1761 года он был произведён в епископа Переславского.
- Иоанникий (Микрицкий) с 1762 по 1768 год.
- Иосиф (Быков) с 1769 по 1785 год.
- Никандр, игумен Дмитровского Борисоглебского монастыря, с 1785 по 1788 год. При нём 29 мая 1788 года Переславская епархия, а с нею и семинария нарушены, и как та, так и другая переведены в Суздаль.

Префект. Это то же, что ныне инспектор. Должность его состояла в смотрении за нравственностью учеников и экономическою частью семинарии. Из архивных бумаг не видно, чтобы это должностное лицо было с самого начала основания семинарии. Оно делается известным только с 1782 года.
Экзаменатор и прокуратор. Он испытывал учеников, назначаемых на дьяческие и пономарские места, в чтении и пении и знании церковного устава. К нему же посылались для исправного обучения замеченные в неисправном чтении и пении священно-церковнослужители. Так, в 1758 году присланы были для той цели 1 священник, 3 диакона, 8 дьячков и 10 пономарей.

## Учителя семинарии
Учителями низших классов Переславской семинарии были ученики той же семинарии и священники, отличавшиеся учёностью. Преосвященный Серапион в письме к ректору Вонифатию извещал, что на риторику и пиитику учитель сыскался — Дмитрий Дьячков, «котораго Дьячкова по моей Семинарии и довольно, и больше учителей не надобно, для того, что Риторики ученики есть свои и школы меньшия могут учить совершенно». Назначались и увольнялись учителя самим Преосвященным. Назначение каждому из них учебных предметов для преподавания тоже зависело от Преосвященного. Таким образом, в 1757 году был определён в учителя 1 класса ученик риторики Семён Камков, а учителю Гусельщикову назначено преподавать риторику, философию и богословие, — учителю Радовичу пиитику, а священнику Ивану Макарьеву партесное пение. Таким же образом в 1754 году учитель Дьячков за недобропорядочное поведение и опущение классов был уволен от должности. В Переславской семинарии было всего четыре учителя, а также префект и ректор. Учители-священники ценились очень высоко и делались присутствующими Консистории.

## Учащиеся
В Переславскую семинарию ученики принимались по прошениям их отцов, подаваемым в Переславскую кафедральную контору, из которой посылались ведомости в семинарию о принятых в неё учениках. Принимались ученики от 10 до 15 лет и кончали курс лет 27-ми. Учебный курс продолжался по 1 году в классе; но учились и по 3 года.
Лучшие из учеников риторики избирались в старшие — сеньёры. Сеньёрам давалось помещение в Даниловом монастыре и поручалось смотрение за учениками. В 1754 году таких старших было трое, и одному из них поручено смотреть за учениками пиитики, другому — синтаксимы и грамматики, третьему инфимы и фары.
Из безнадёжных учеников одни помещаемы были в архиерейские певчие, другие, имеющие свыше 20 лет, посылались в русскую школу, чтобы они из неё с пользою могли занять хотя дьяческие и пономарские места. В Переславской семинарии строгих телесных наказаний не было. Ещё в 1758 году указом консистории предписывалось не наказывать учеников жестокими наказаниями.
Для учебных занятий назначены были поутру часы: 8, 9 и 10-й, после обеда: 2, 3 и 4-й, — вечером один час был назначен на партесное пение. В рекреационные, неучебные дни ученики слушали историю по руководству «Mellificium historicum» и географию по исторической целляриевой географии.

## Экономическая часть семинарии
Источником для содержания семинарии, учителей и учеников был сбор с монастырских вотчин и земель церковных. С монастырских вотчин уделялась двадцатая часть хлеба, а с церковных земель тридцатая. Сбор этот, вероятно, по трудности учёта и доставки оказался неудобным и заменён деньгами, полагая по 3 копейки. с души в год.
Начальники семинарии, ректор и префект, не получали жалованья: как тот, так и другой были настоятелями монастырей и, конечно, при тогдашнем обеспеченном состоянии монастырей они и не нуждались в особом жаловании, тем более, что оно шло бы с монастырей же. Жалованье другим учителям назначалось самим Преосвященным и не было однажды определённое, а зависело единственно от воли Преосвященного и трудов, усердия и успехов самого учителя.
Учителя неженатые жили в Даниловом монастыре в особенных покоях, за готовым отоплением и освещением на готовом содержании.